# Batrachoseps luciae
Espèce
Statut de conservation UICN

 LC  : Préoccupation mineure
Batrachoseps luciae est une espèce d'urodèles de la famille des Plethodontidae.

## Répartition
Cette espèce est endémique de la Californie aux États-Unis. Elle se rencontre dans le comté de comté de Monterey dans le Nord du chaînon Santa Lucia, de la péninsule de Monterey jusqu'à la ligne de séparation avec le comté de San Luis Obispo.

## Description
Batrachoseps luciae mesure sans la queue de 32 à 40 mm pour les mâles et de 37 à 45 mm pour les femelles.

## Étymologie
Son nom d'espèce lui a été donné en référence au lieu de sa découverte, le chaînon Santa Lucia.

## Publication originale
- Jockusch, Yanev & Wake, 2001 : Molecular phylogenetic analysis of slender salamanders, genus Batrachoseps (Amphibia: Plethodontidae), from central coastal California with descriptions of four new species. Herpetological Monographs, vol. 15, p. 54-99.